# Marin (Gemeinde Virgen)

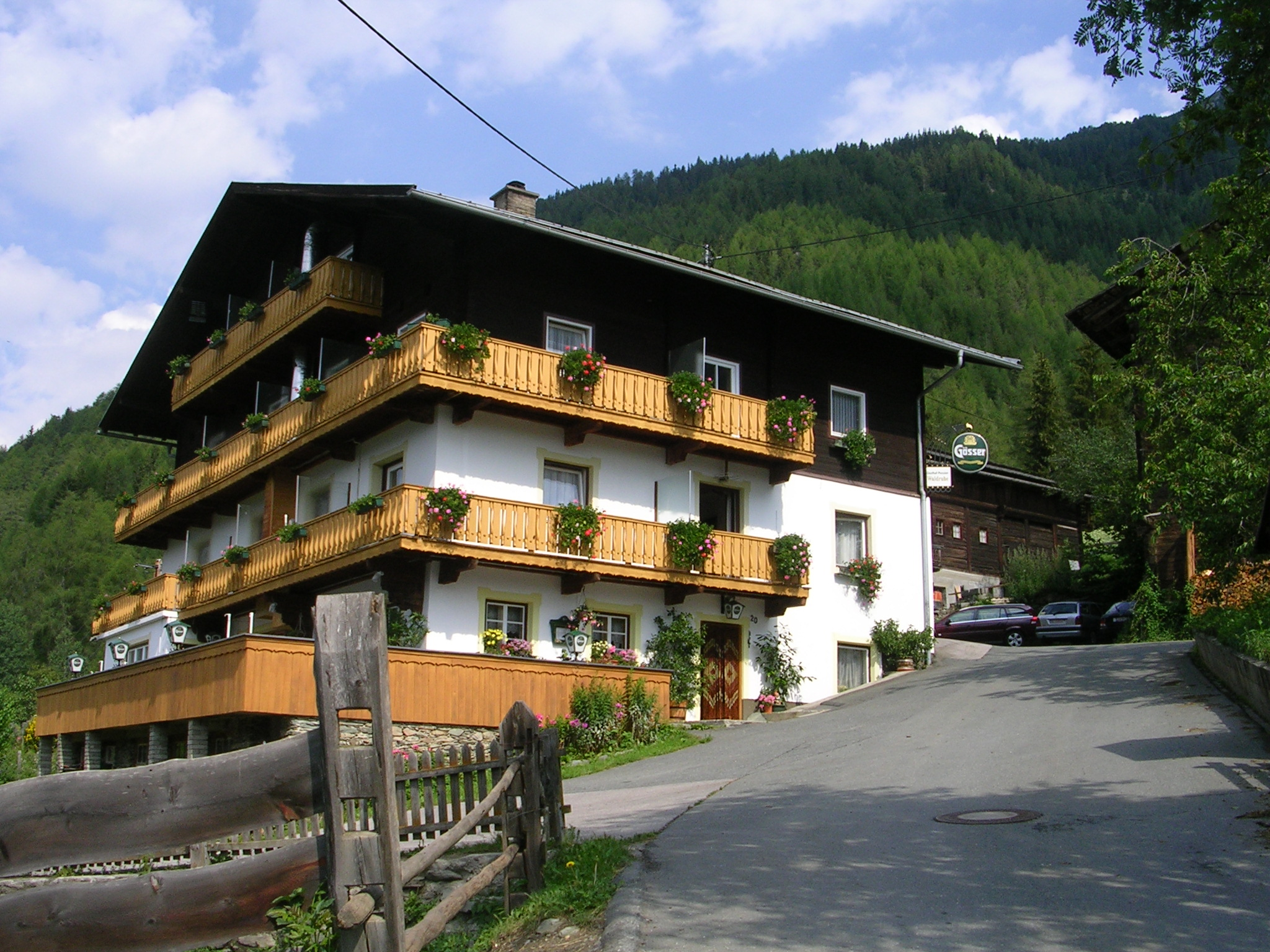
Gasthof Waldruhe in Marin

Marin ist ein Weiler in der Gemeinde Virgen (Osttirol). Der Ortsteil wurde 1981 von 33 Personen bewohnt und wird zur Fraktion Göriach gezählt.

## Geographie
Marin ist neben der Rotte Göriach bzw. der abseitsliegenden Allerheiligenkapelle eine der drei Ortsbestandteile der Fraktion Göriach. Marin liegt in 1.385 Metern Höhe oberhalb bzw. nördlich von Obermauern und Göriach und ist mit beiden Fraktionen durch je eine Straße verbunden. Östlich von Marin liegt die Burgruine Rabenstein, westlich befindet sich Budam. Über Wander- bzw. nichtöffentliche Fahrwege ist Marin zudem mit den nördlich gelegenen Niljochalmen sowie der Gottschaunalm verbunden. 1981 beherbergte Marin insgesamt fünf Häuser mit sechs Haushalten. Das Land Tirol verzeichnete 2013 für Marin die Hofstellen Pötscher (Göriach-Marin Nr. 1), Untermariner (Nr. 2) und Außermariner (Nr. 3 und Nr. 4) sowie ein weiteres Wohnhaus (Nr. 6).

## Geschichte
Marin wurde von der Statistik Austria bereits im 19. Jahrhundert eigens genannt, teilweise aber wohl auch bei Göriach eingerechnet. Im Zuge der Volkszählung 1890 wurde Marin separat ausgewiesen, wobei der Ortsbestandteil damals aus fünf Häusern mit 42 Bewohnern bestand und als Rotte klassifiziert wurde. 1923 wiesen die Statistiker Marina als Weiler mit vier Häusern und 33 Einwohnern aus, 1951 beherbergte Marin vier Häuser und 37 Einwohner. 1961 wurden von den Statistikern für Marin ebenfalls vier Häuser mit diesmal 33 Einwohnern verzeichnet, 1981 waren es fünf Häuser und ebenfalls 33 Einwohner.

## Bauwerke
In Marin befindet sich mit der Josefskapelle der jüngste Kapellenbau der Gemeinde Virgen.